# Leigrijze tangare
De leigrijze tangare (Creurgops dentatus) is een zangvogel uit de familie Thraupidae (tangaren).

## Verspreiding en leefgebied
Deze soort komt voor in de Andes van zuidoostelijk Peru tot westelijk Bolivia (La Paz en Cochabamba).